# Aenigmamys aries
Aenigmamys aries és una espècie extinta de mamífer multituberculat de la família dels ptilodòntids que visqué a Nord-amèrica durant el Paleocè inferior, fa entre 63,3 i 66 milions d'anys. Se n'han trobat restes fòssils a Alberta (Canadà). Es tracta de l'única espècie del gènere Aenigmamys. La seva dentadura és particularment similar a la de Kimbetohia campi. El nom genèric Aenigmamys significa 'ratolí enigma' i es refereix al fet que en un primer moment la seva posició taxonòmica fou molt incerta, mentre que el nom específic aries significa 'marrà' en llatí i es refereix al riu Sheep, que en domina la localitat tipus i el nom del qual significa 'ovella' en anglès.